# Pleurodema alium
Espèce
Pleurodema alium est une espèce d'amphibiens de la famille des Leptodactylidae.

## Répartition
Cette espèce est endémique du Brésil. Elle se rencontre dans les savanes de la serra do Espinhaço à Grão Mogol au Minas Gerais et à Caetité dans l'État de Bahia.

## Publication originale
- Maciel & Nunes, 2010 : A new species of four-eyed frog genus Pleurodema Tschudi, 1838 (Anura: Leiuperidae) from the rock meadows of Espinhaço range, Brazil. Zootaxa, no 2640, p. 53–61.